# Bråvalla hed
Bråvalla hed är ett gravfält i Småland, Kronobergs län, Skatelövs socken, Allbo härad i Värend, där svear och götar enligt uppgifter från Petter Rudebeck ska ha utkämpat Bråvalla slag, men även Blendas strid mot danskarna och Angantyr och Göternas strid mot hunnerna skall ha utspelat sig.

## Suecia-verket
Platsen avbildades i Suecia antiqua et hodierna 1693, med texten:
| ” | Danske konungen Harald Hildetands grav på Bråvalla hed i Småland, där sveakonungen Ring efter stridens slut lät bränna honom med stor ståt. Ubbes högar, där friesern Ubbe, som var den tappraste bland konung Hildetands kämpar och stupat i Bråvalla slag, blivit begraven. | „ |

Kartan över Bråvalla hed ritades 1691 av Anders Ekebohm. Som informant om uppgifterna om Bråvalla hed hade Dahlberg han haft Petter Rudebeck.

Bråvalla hed i Suecia-verket
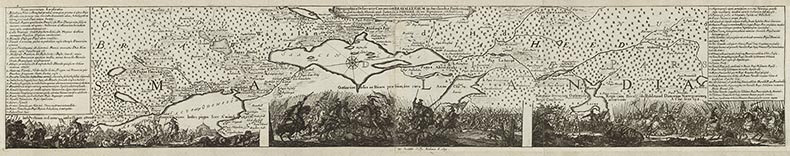
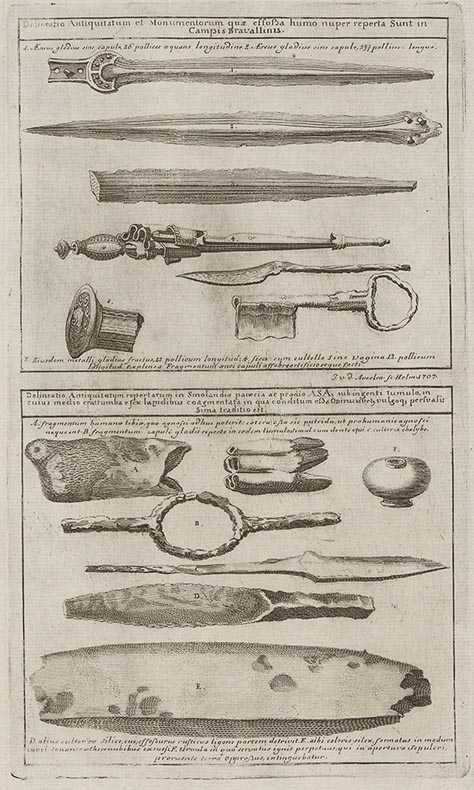
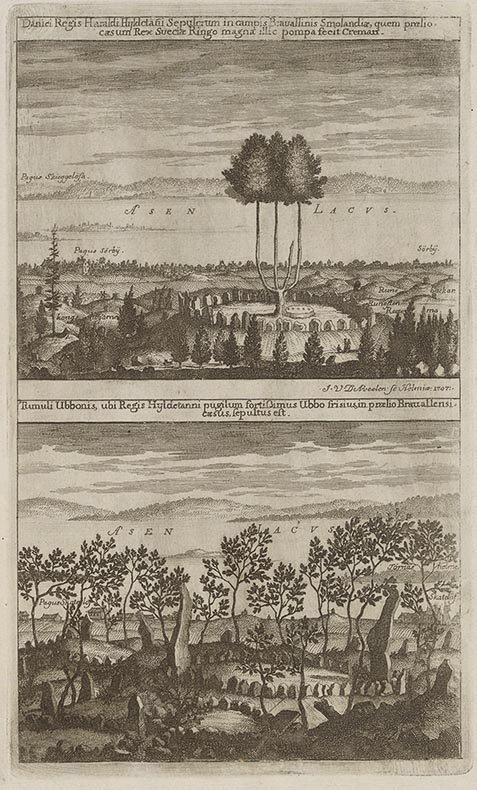
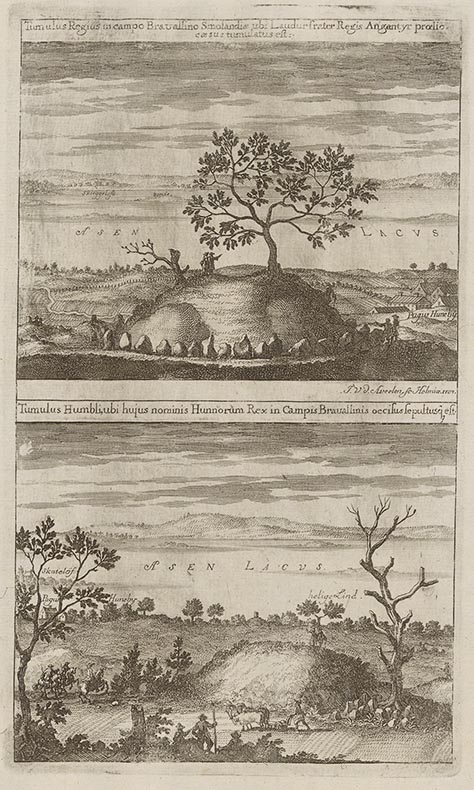